# Kevin Luckassen
Kevin Luckassen (* 27. července 1993, Eindhoven, Nizozemsko) je nizozemský fotbalový útočník ghanského původu, který v současnosti hraje v klubu SKN St. Pölten.
Mimo Nizozemsko působil na klubové úrovni ve Skotsku, České republice a Rakousku.

## Klubová kariéra
Hrál za mládežnické týmy klubu AZ Alkmaar, dostal se i do A-týmu, ale v Eredivisie příležitost nedostal. V létě 2013 odešel do skotského Ross County FC.
V únoru 2014 jej testoval český celek FC Slovan Liberec během soustředění v Portugalsku. Liberec hledal náhradu za útočníka Michaela Rabušice, který odešel do italského celku Hellas Verona. Do Slovanu nakonec přestoupil. První gól v Gambrius lize zaznamenal 7. března 2014 v utkání proti Zbrojovce Brno po fatální minele brankáře Hladkého, který minul míč. Luckassen jej pak pohodlně doklepl do prázdné brány a zařídil tak vítězství Liberce 1:0.
S Libercem se představil v Evropské lize 2014/15. Se Slovanem Liberec podstoupil v sezóně 2014/15 boje o záchranu v 1. české lize, ta se zdařila. S týmem navíc vybojoval triumf v českém poháru. Celkem odehrál v české nejvyšší lize 35 utkání, v nichž šestkrát skóroval.
V červenci 2016 Liberec opustil a zamířil do rakouského klubu SKN St. Pölten, nováčka rakouské fotbalové Bundesligy.

## Reprezentační kariéra
Reprezentoval Nizozemsko v mládežnické kategorii do 19 let.